# Georg Andersen (calciatore)
Georg Andersen (8 novembre 1893 – 1º gennaio 1974) è stato un calciatore norvegese, di ruolo centrocampista.

## Carriera

### Club
Andersen vestì la maglia dell'Urædd.

### Nazionale
Conta una presenza per la Norvegia. Il 14 settembre 1913, infatti, fu in campo nel pareggio per 1-1 contro l'Russia.